# 里卡多·阿拉尔孔
里卡多·阿拉尔孔·德克萨达（西班牙語：Ricardo Alarcón de Quesada，1937年5月21日—2022年5月1日），古巴政治人物，古巴共产党成员、古巴共产党中央政治局委员，曾任古巴外交部长（1992年－1993年），曾任全国人民政权代表大会主席（1993年－2013年）。由于这一职位，阿拉克翁被认为是古巴第三有权势的人物。 直到2013年，他还是古巴共产党中央委员会中央委员。毕业于哈瓦那大学，获得哲学博士学位，在古巴革命后担任过各种外交职务。他关于古巴外交政策的第一个职位是担任古巴外交部美洲司司长。在担任常驻联合国代表期间，阿拉尔孔担任过若干主要职务，如联合国大会副主席。